# Muurschildering Ramses Shaffy

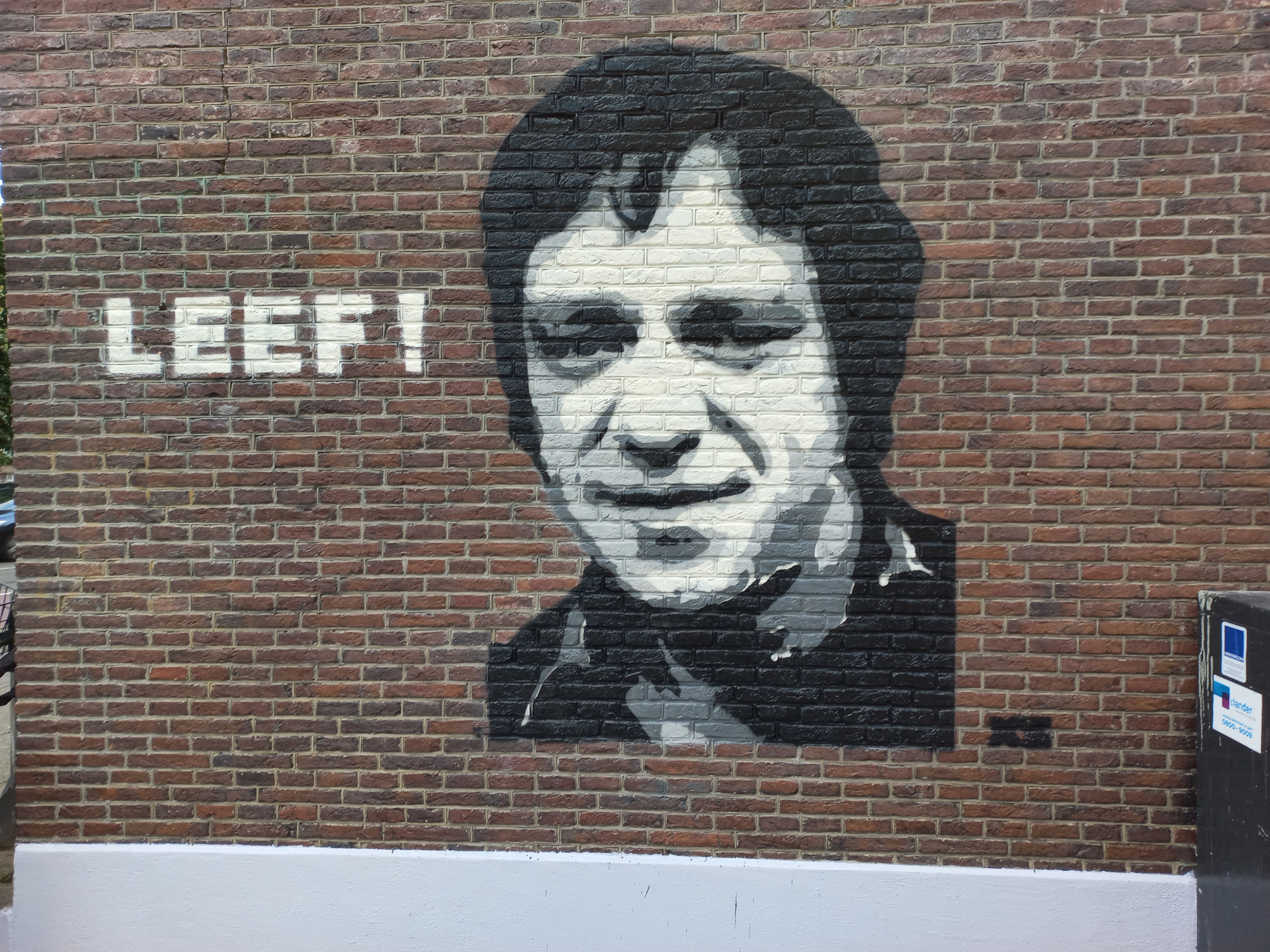
Muurschildering met handtekening (augustus 2023)

De Muurschildering Ramses Shaffy ofwel Leef! Is een relatief kleine muurschildering in Amsterdam-Centrum.
Ramses Shaffy overleed in 2009, dan al jaren wonend in het Dr. Sarphatihuis aan de Roetersstraat. Vlak na zijn overlijden (de winter 2009/2010) werd op een zijmuurtje aan de Nieuwe Kerkstraat door een onbekende kunstenaar een muurschildering geplaatst in de vorm van een portret met daarbij de tekst Leef! (Shaffy: "Leef je eigen leven, niet dat van anderen"). De schildering werd gezet op de grove bakstenen van het muurtje en was daarom gevoelig voor weersinvloeden en bijbehorende werking. Bovendien was ze beklad door andere graffitis. In de beginjaren twintig vond het Ramses Shaffy Fonds de erosie te ver gaan en ging op zoek naar de anonieme kunstenaar. Burgemeester Femke Halsema probeerde hem/haar ook nog te achterhalen middels een vraag in de toespraak op Ramses’ negentigste geboortedag, de dag van de onthulling, maar het bleef stil. 

De kunstenaar werd toch gevonden en wist middels de graffitimallen aan te tonen dat hij die daadwerkelijk had gezet. De Gemeente Amsterdam maakte daarop de gevel schoon en in een onbewaakte nacht kon de kunstenaar XS (aldus de signatuur) de nieuwe versie zetten. Halsema onthulde de nieuwe schildering in aanwezigheid van leden van het genoemde fonds en Gerard Alderliefste, die nog met Shaffy optrok. Volgens Het Parool zou de kunstenaar zijn naam anoniem willen houden onder een citaat van Shaffy:
Laat mij m’n eigen gang maar gaan.
Direct na herstel barstte de discussie over Shaffy en schildering weer los; hij en het portret kennen voor- en tegenstanders.